# I Believe in Santa Claus
I Believe in Santa Claus är en julsång skriven av Dolly Parton och ursprungligen inspelad på hennes julalbum Once Upon a Christmas år 1984.

## Andra versioner
Ingela "Pling" Forsman skrev en text på svenska som heter "Ja, jag tror att tomten finns" som bland annat spelades in av Wenche Myhre och Christer Sjögren i duett på Wenche Myhres julalbum Wenches jul år 1992.